# High-Speed Downlink Packet Access
HSDPA (англ. High-Speed Downlink Packet Access — високошвидкісний пакетний доступ у напрямку «вниз») — доступ високошвидкісного приймання пакетних даних стандарту мобільного зв'язку 3-го покоління. Для високошвидкісного передавання пакетних даних існує аналогічний протокол HSUPA. Протоколи HSDPA та HSUPA часто узагальнюються терміном HSPA. 
Високошвидкісне передавання даних забезпечується використанням двох типів модуляцій: QPSK та 16QAM. Залежно від категорії мобільного терміналу, теоретична швидкість приймання інформації (пакетних даних) є такою:
| Категорія | Макс. к-сть HS-DSCH кодів | Модуляція      | Макс. швидкість [Mbit/s] |
| --------- | ------------------------- | -------------- | ------------------------ |
| 1         | 5                         | QPSK та 16-QAM | 1.2                      |
| 2         | 5                         | QPSK та 16-QAM | 1.2                      |
| 3         | 5                         | QPSK та 16-QAM | 1.8                      |
| 4         | 5                         | QPSK та 16-QAM | 1.8                      |
| 5         | 5                         | QPSK та 16-QAM | 3.6                      |
| 6         | 5                         | QPSK та 16-QAM | 5.76                     |
| 7         | 10                        | QPSK та 16-QAM | 7.3                      |
| 8         | 10                        | QPSK та 16-QAM | 7.3                      |
| 9         | 15                        | QPSK та 16-QAM | 10.2                     |
| 10        | 15                        | QPSK та 16-QAM | 14.4                     |
| 11        | 5                         | лише QPSK      | 0.9                      |
| 12        | 5                         | лише QPSK      | 1.8                      |
|           |                           |                |                          |
| 14        | ?                         | ?              | 21                       |
Протокол стандартизовано починаючи з 5-ї версії стандарту 3GPP (Release  5).